# Lars Gert Lose
Lars Gert Lose (født 17. december 1969 på Amager) er en dansk erhvervsmand, der siden 1. marts 2025 har været administrerende direktør i Finans Danmark. Han er desuden formand for DR's bestyrelse. Lose er tidligere embedsmand og har blandt andet været Danmarks ambassadør i USA i perioden 2015-2019 og departementschef i Udenrigsministeriet 2019-2022.

## Historie
Lose blev født på Amager, men flyttede som 4-årig med familien til Tønder. Her blev han student fra Tønder Gymnasium. Herfra gik turen til Coventry i England, hvor han i 1995 afsluttede en master i internationale forhold fra University of Warwick. Lars Lose blev uddannet cand.scient.pol. fra Aarhus Universitet i juni 1997.

### Udenrigsministeriet
Lose blev ansat i Udenrigsministeriet i maj 1997, hvor han fik ansvaret for EU-koordinationskontoret. Indtil september 2001 rykkede han rundt i forskellige afdelinger i ministeriets hovedsæde på Asiatisk Plads i København, hvorefter han rykkede til Danmarks ambassade i Frankrigs hovedstad Paris. Her skulle Lose agere som ambassadørens førstesekretær. I september 2004 var han flyttet tilbage til Danmark, da han blev privatsekretær og senere kontorchef for udenrigsminister Per Stig Møller, og senere Lene Espersen.
I marts 2013 blev Lars Lose departementsråd i Statsministeriet, og udenrigspolitisk rådgiver for statsminister Helle Thorning-Schmidt.
I marts 2015 blev det offentliggjort, at Lars Gert Lose skulle flytte til USAs hovedstad Washington, da han med virkning fra 1. august 2015 skulle afløse Peter Taksøe-Jensen som Danmarks ambassadør i landet.
2019-22 var han departementschef i Udenrigsministeriet.
I september 2021 kom det frem, at Lars Gert Lose imod normal procedure var akkrediteret som seniordiplomat til USA samtidig med, at han var departementschef i Udenrigsministeriet i København. Denne specielle ordning er blevet kritiseret for at være fifleri og på kant med Wienerkonventionen, idet formålet med akkrediteringen har været at tilgodese Loses ønske om at lade hans børn færdiggøre deres uddannelser i USA og således ikke i Danmarks diplomatiske interesse. Uddannelser som i øvrigt har kostet de danske skatteborgere mere end 3 mio. kroner over en årrække.

## Karriere i erhvervslivet
Lose forlod Udenrigsministeriet, da han i 2022 blev ansat i Copenhagen Infrastructure Partners som chef for kommunikation, marketing og global interessevaretagelse. I november 2024 blev det offentliggjort, at han fra maj 2025 skulle være administrerende direktør for Finans Danmark som efterfølger for Ulrik Nødgaard. Han tiltrådte dog stillingen allerede 1. marts 2025.
Den 12. december 2024 blev det meddelt at han ville tiltræde som formand for DR's bestyrelse med virkning fra 1. januar 2025.

## Hæder
- Ridder af 1. grad af Dannebrog (2015)[11]